# Waldbühne Otternhagen
Die Waldbühne Otternhagen ist eine Freilichtbühne im Dorf Otternhagen, einem Ortsteil von Neustadt am Rübenberge/Region Hannover. Die Bühne wird seit 1970 zunächst als Heimatbühne Otternhagen und seit 1974 unter dem heutigen Namen Waldbühne Otternhagen bespielt. Betreiber der Freilichtbühne ist seit 2003 der gemeinnützige Verein "Waldbühne Otternhagen e. V."

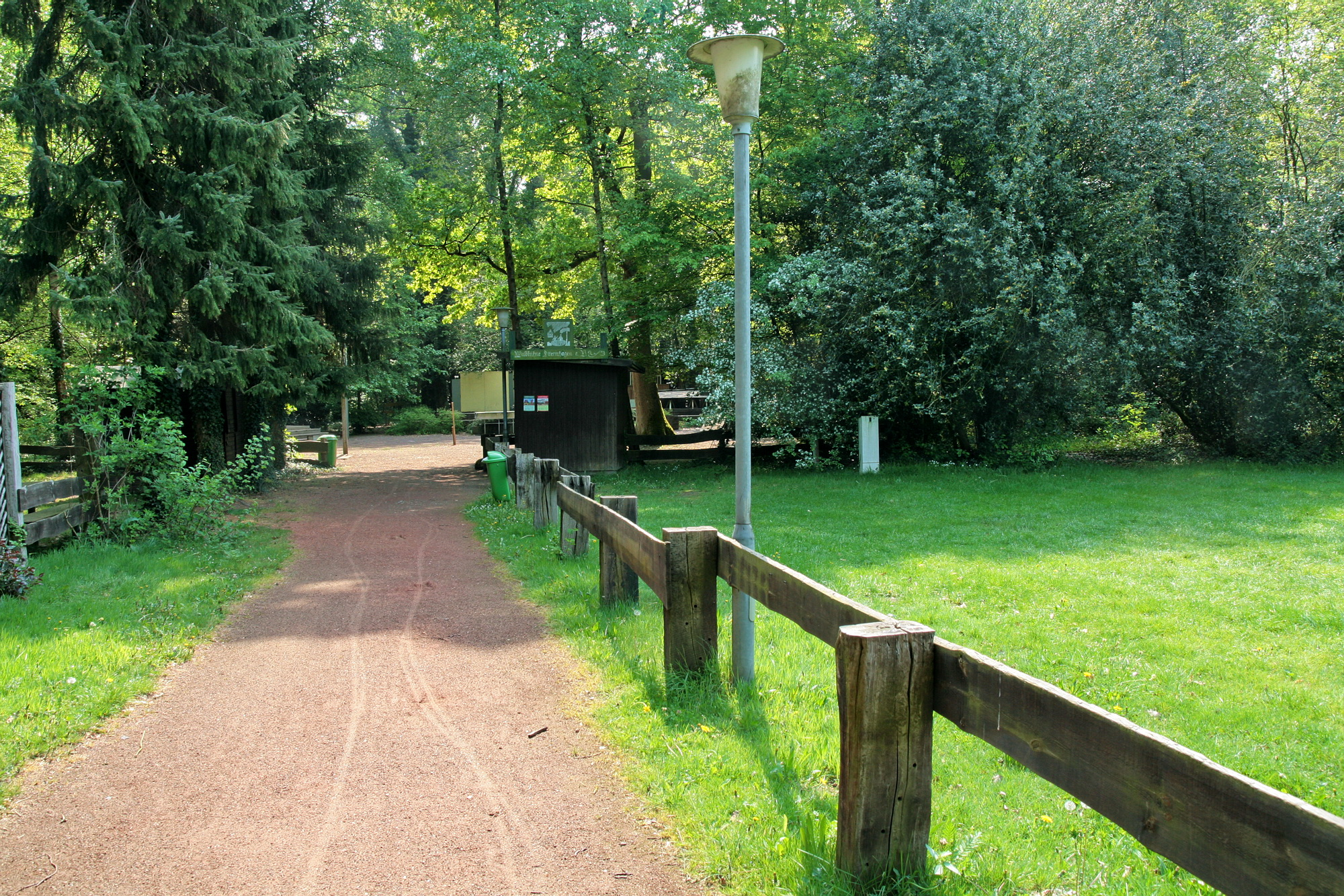
Zugang Waldbühne Otternhagen

## Geschichte
1967 berichtete die Deister-Leine-Zeitung über hohe Besucherzahlen der umliegenden Freilichtbühnen und warf die Frage in den Raum, wann denn Neustadt seine eigene Freilichtbühne bekäme. In Otternhagen beschäftigte sich der Vorsitzende des Musikvereins Berggarten Friedrich Poppe mit dem Thema und erweiterte den Musikverein um eine Theatergruppe, welcher 15 Amateurdarsteller angehörten. Die Suche nach einem Regisseur endete beim Neustädter Lehrer Herbert Stoepper, der dieses Amt über 40 Jahre lang ausübte.

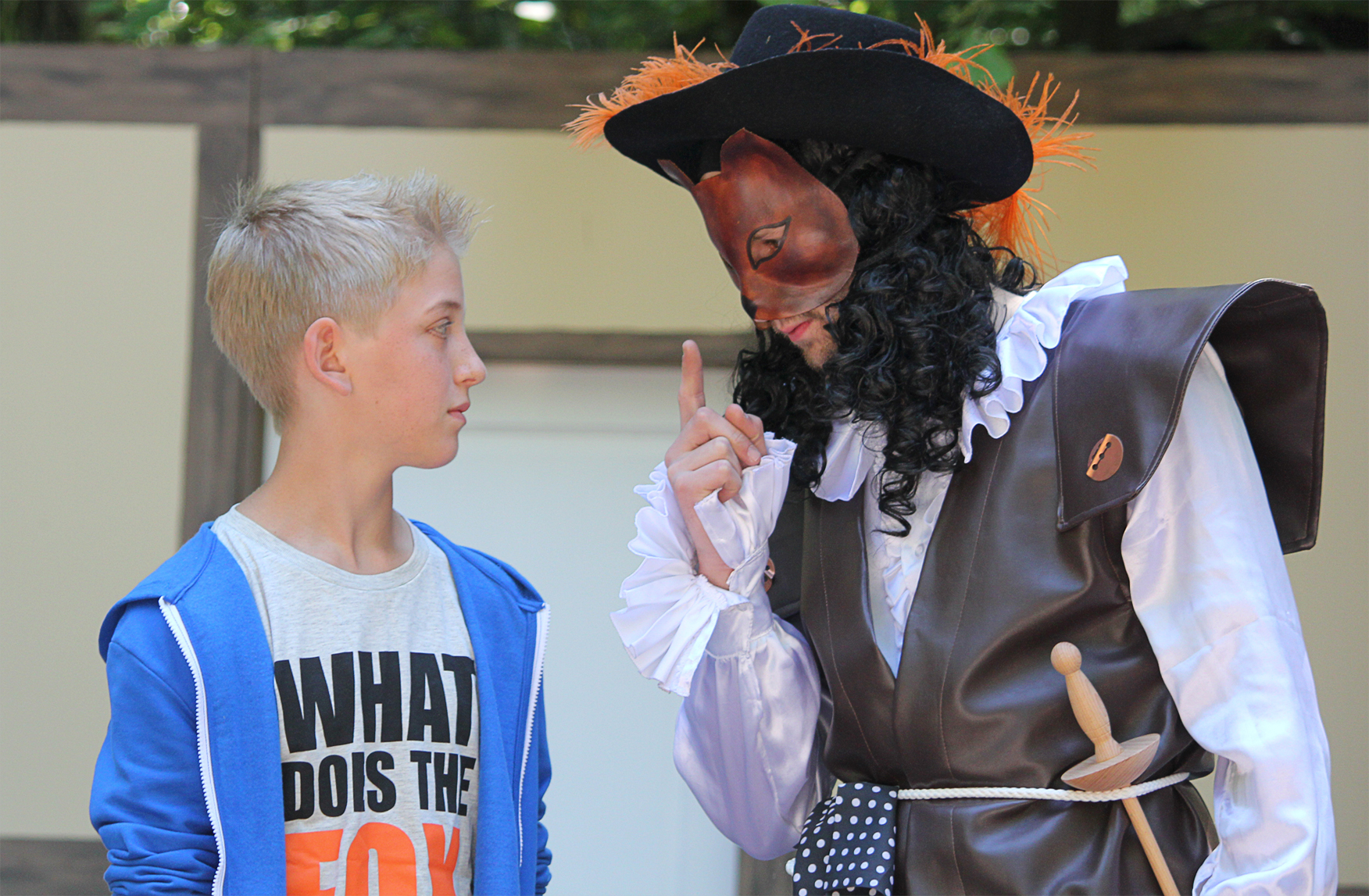
Szenenfoto des Kinderstücks "Rettet Rumpelstilzchen!" – 2014

Am 1. August 1970 feierten die 15 Darsteller um Renate Büsing die Premiere von „Herr Peter Squenz – oder die Sommernacht auf dem Lande“ vor 350 Zuschauern. Bis 2001 gab es jedes Jahr eine Aufführung auf der Waldbühne. 2001 wurde aufgrund fehlender Darsteller kein Theater gespielt. Jedoch kam es ab 2002 zu einer Wandlung im Verein. Ab diesem Zeitpunkt wurden jeweils zwei Stücke pro Jahr aufgeführt, ein komödiantisch angelegtes Erwachsenenstück und ein Kinder-/Familienstück mit jüngeren Darstellern, die meist Märchen oder Kindergeschichten aufführten.
2020 feiert die Waldbühne die 73. und 74. Theaterproduktion des Vereins, der inzwischen über 200 Mitglieder hat.

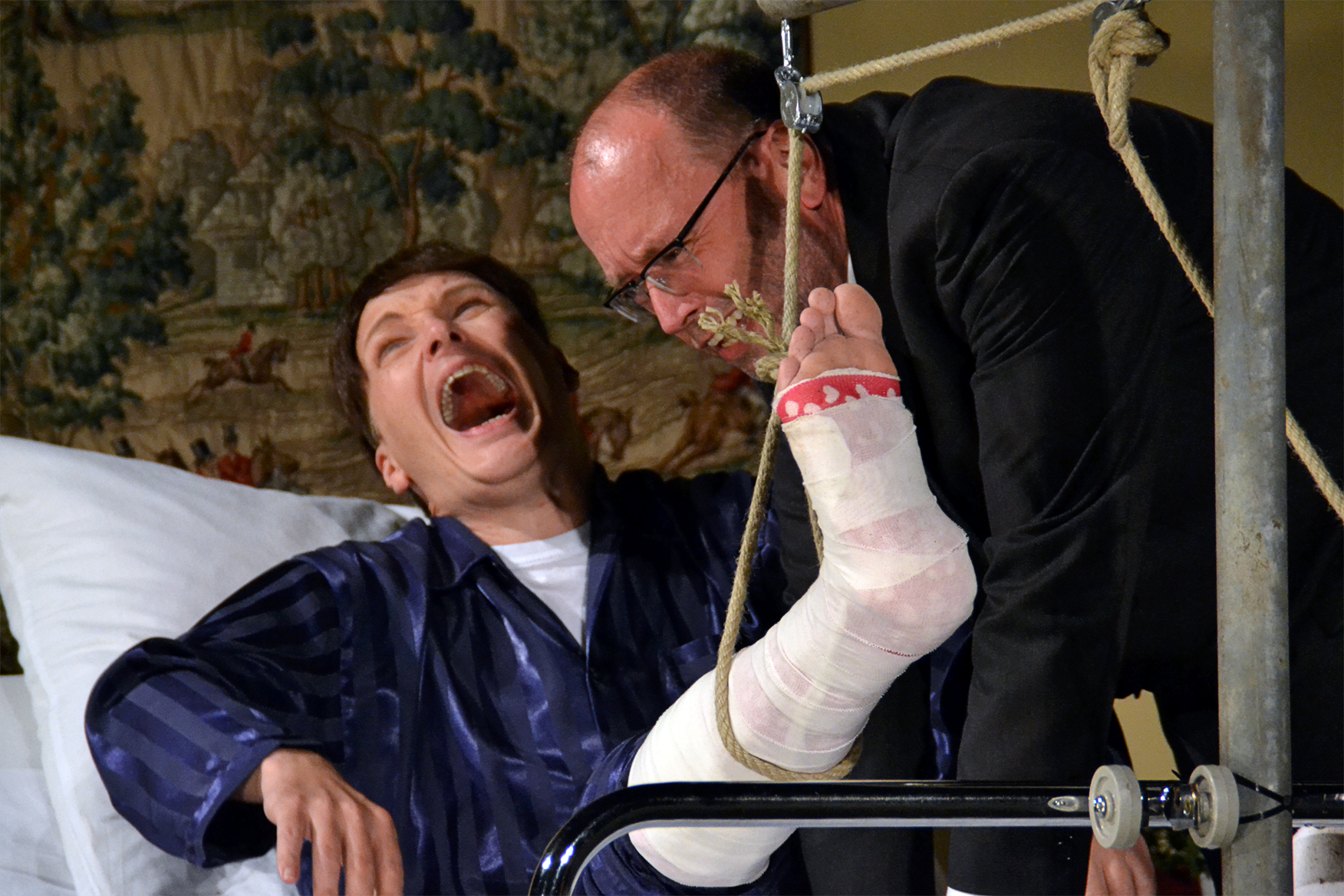
Szenenfoto der Komödie "Going East – Liebesküsse aus Moskau" – 2014

## Vorstand
Der bis 2025 gewählte Vorstand besteht aus fünf Mitgliedern.
| Position            | Name             |
| ------------------- | ---------------- |
| Vorsitzender        | Ralf Frank       |
| stellv. Vorsitzende | Melanie Fründ    |
| Kassierer           | Gunter Baudrexel |
| Jugendwart          | Florian Behnsen  |
| Schriftwartin       | Simone Hansen    |

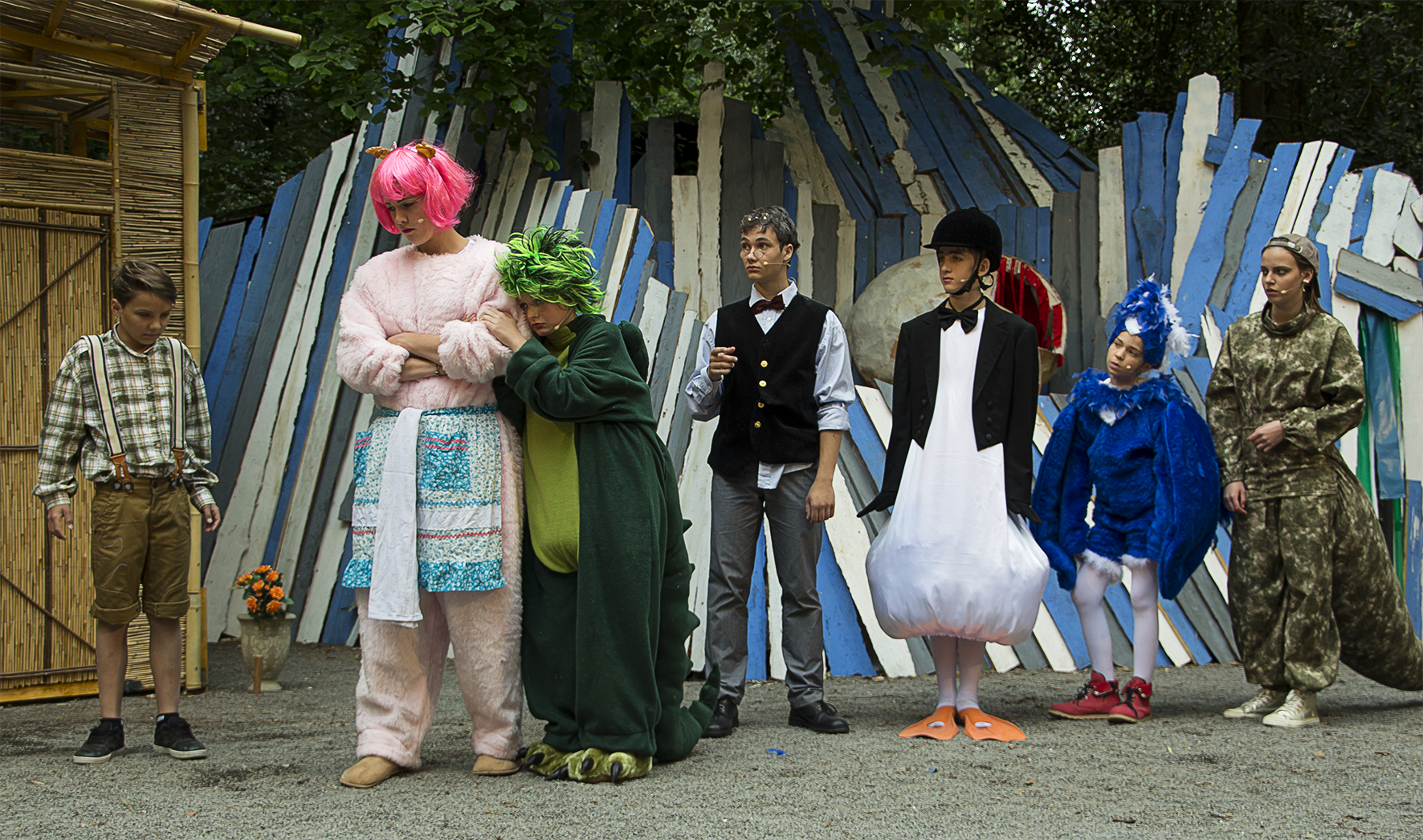
Szenenfoto des Kinderstücks "Urmel aus dem Eis" – 2015

Zudem werden von der Mitgliederversammlung jährlich sogenannte Teamleitungen für die einzelnen Bereiche (Technik, Kostüm, Maske, Bühnenbau, Marketing/PR, Catering, Spielleitung Familienstück, Spielleitung Abendstück,  Spendenakquise, stellvertretende Jugendleitung) als erweiterter Vorstand gewählt. Diese Teamleiter arbeiten eigenverantwortlich, unterstehen aber direkt dem Vorstand.

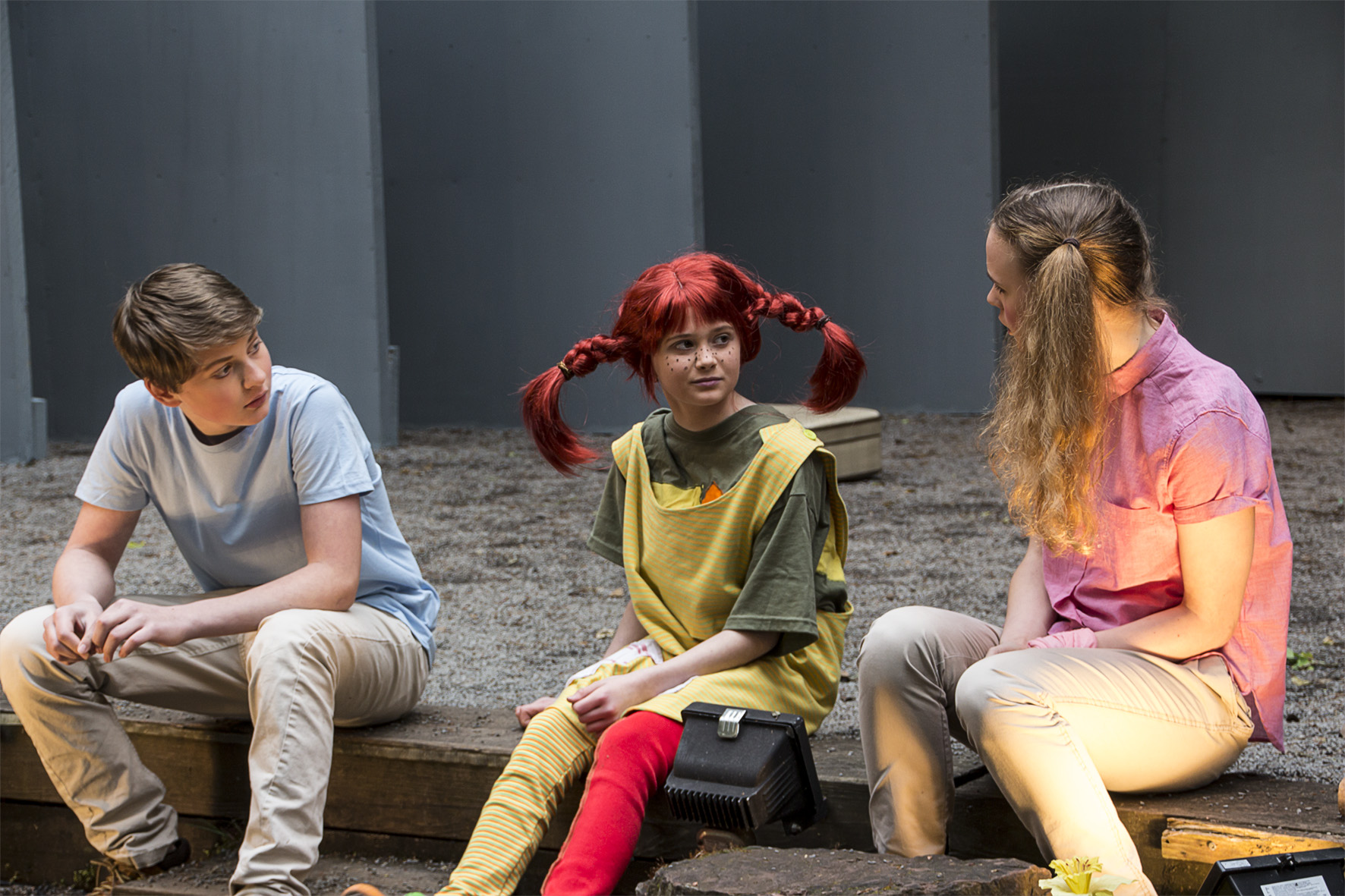
Szenenfoto des Familienstücks "Pippi Langstrumpf" – 2016

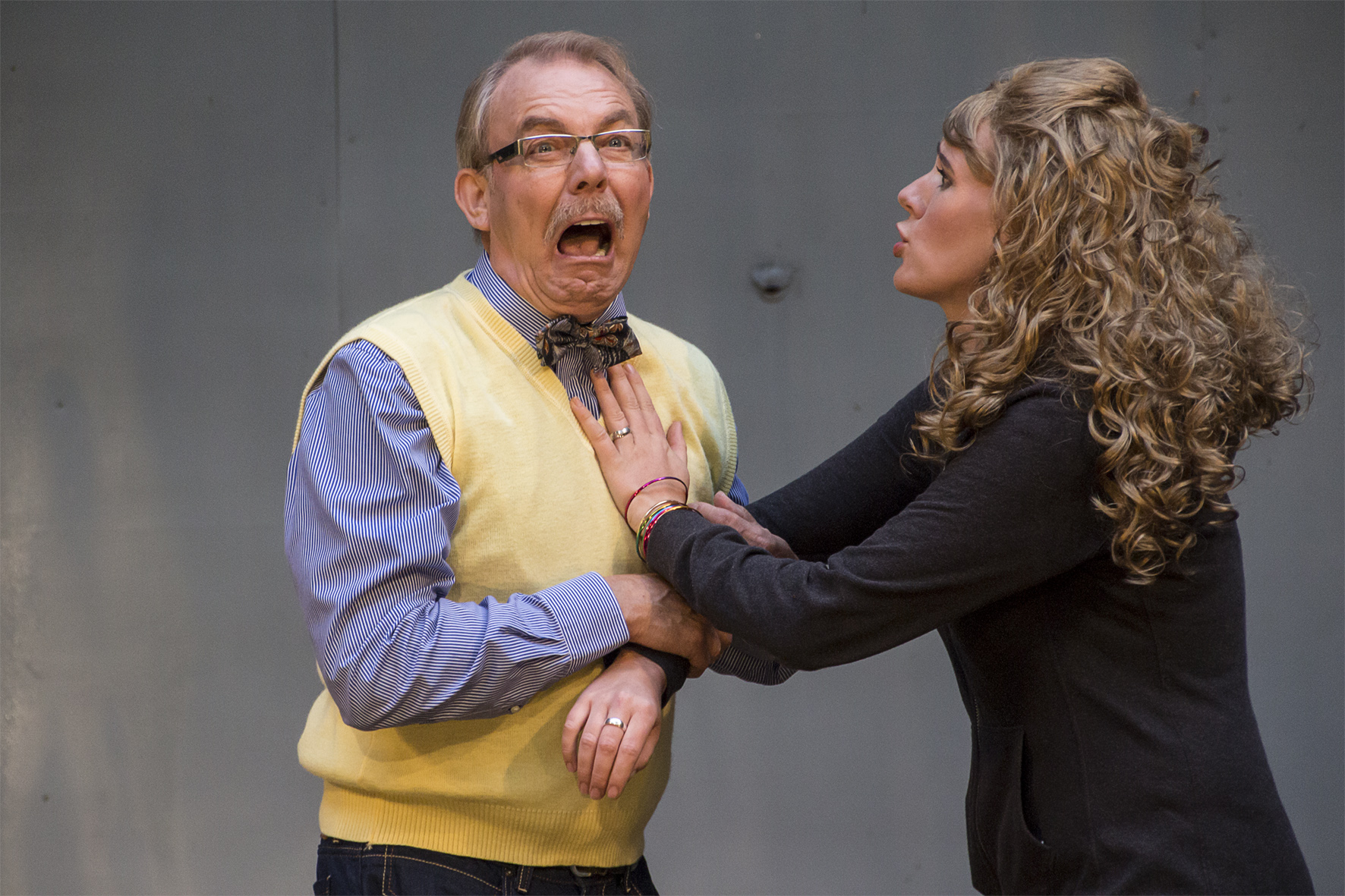
Szenenfoto "Die Leiche im Schrank" – 2016

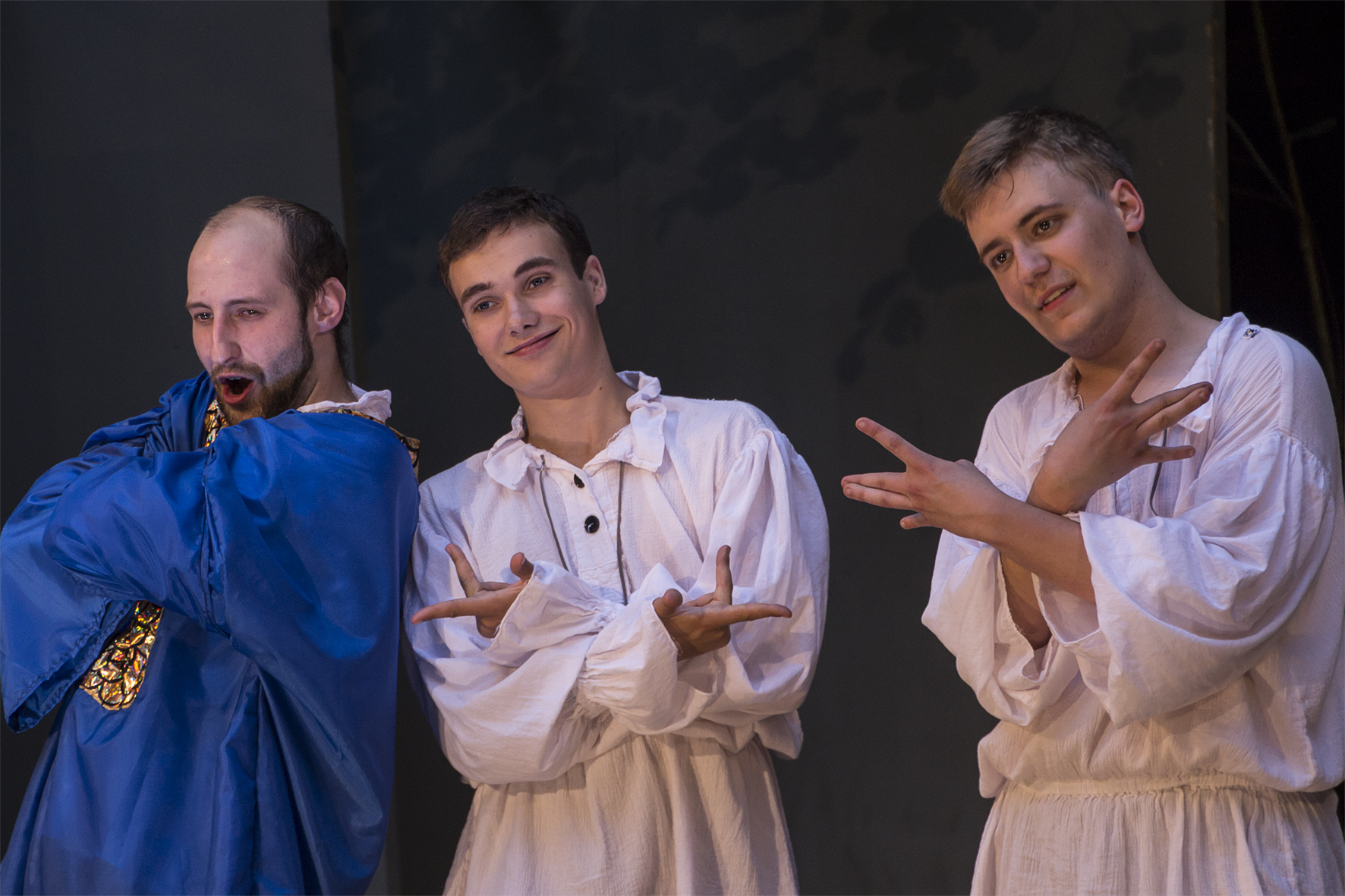
Szenenfoto "Shakespeares sämtliche Werke (leicht gekürzt)" – 2016

## Aufführungen

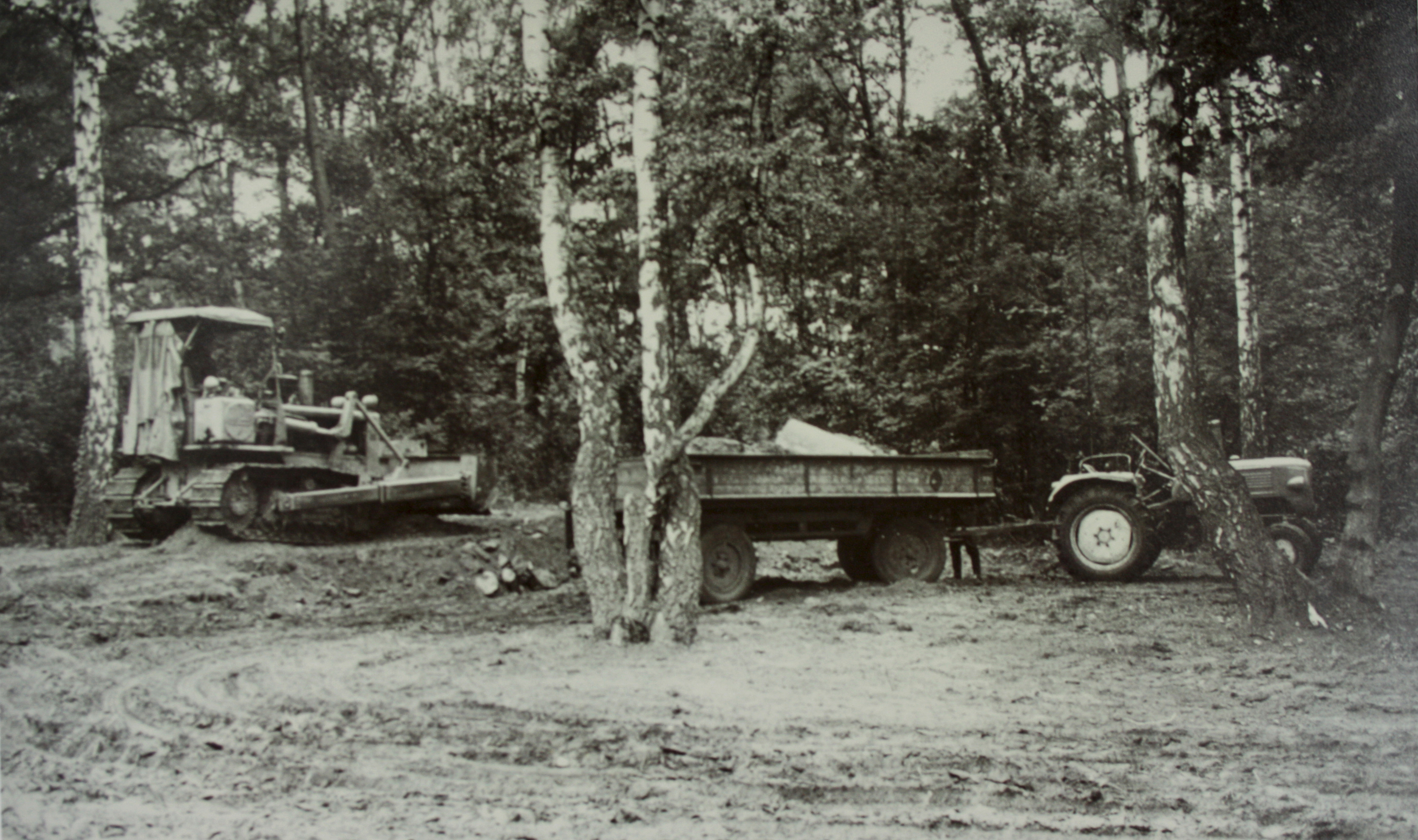
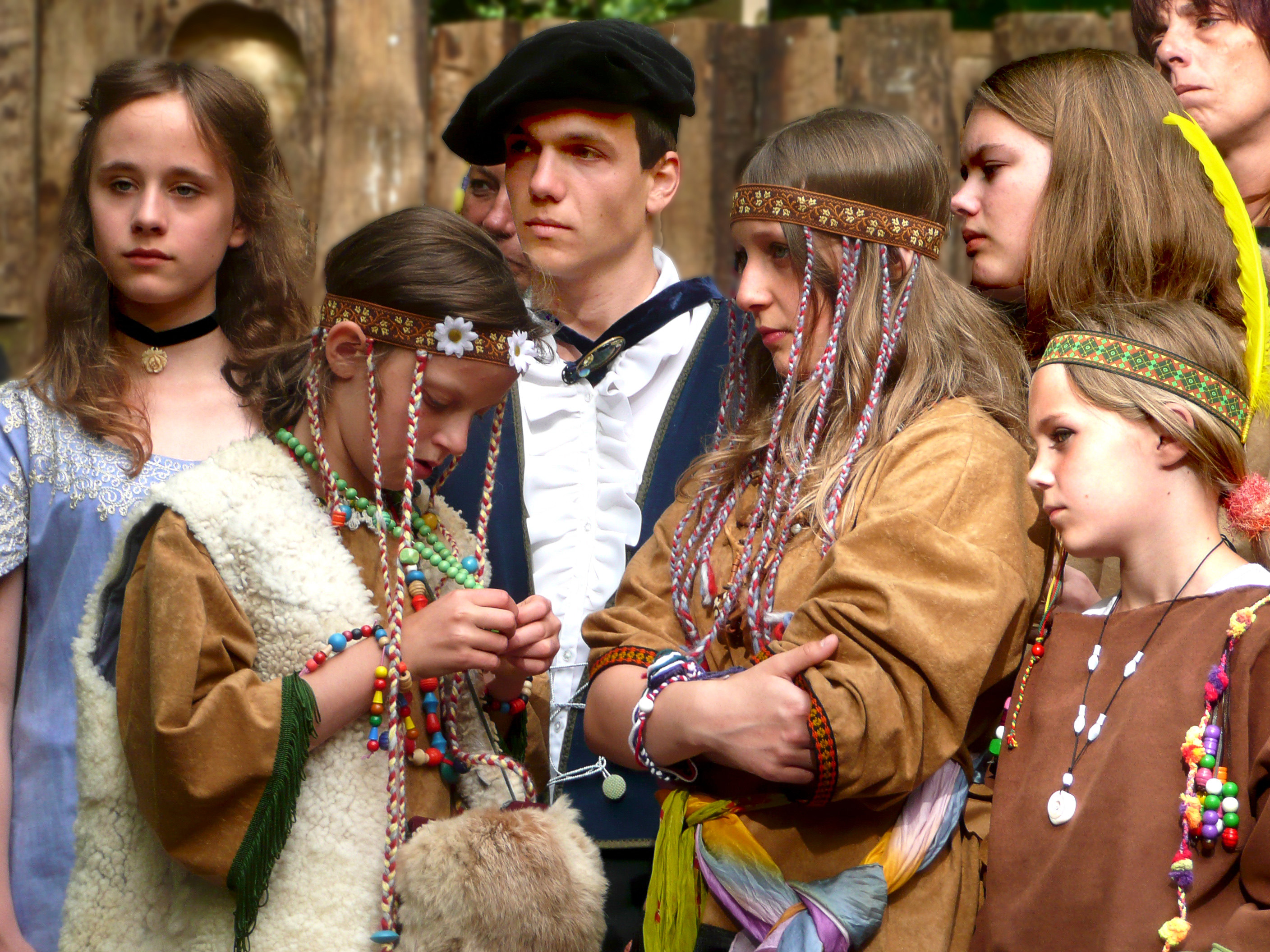
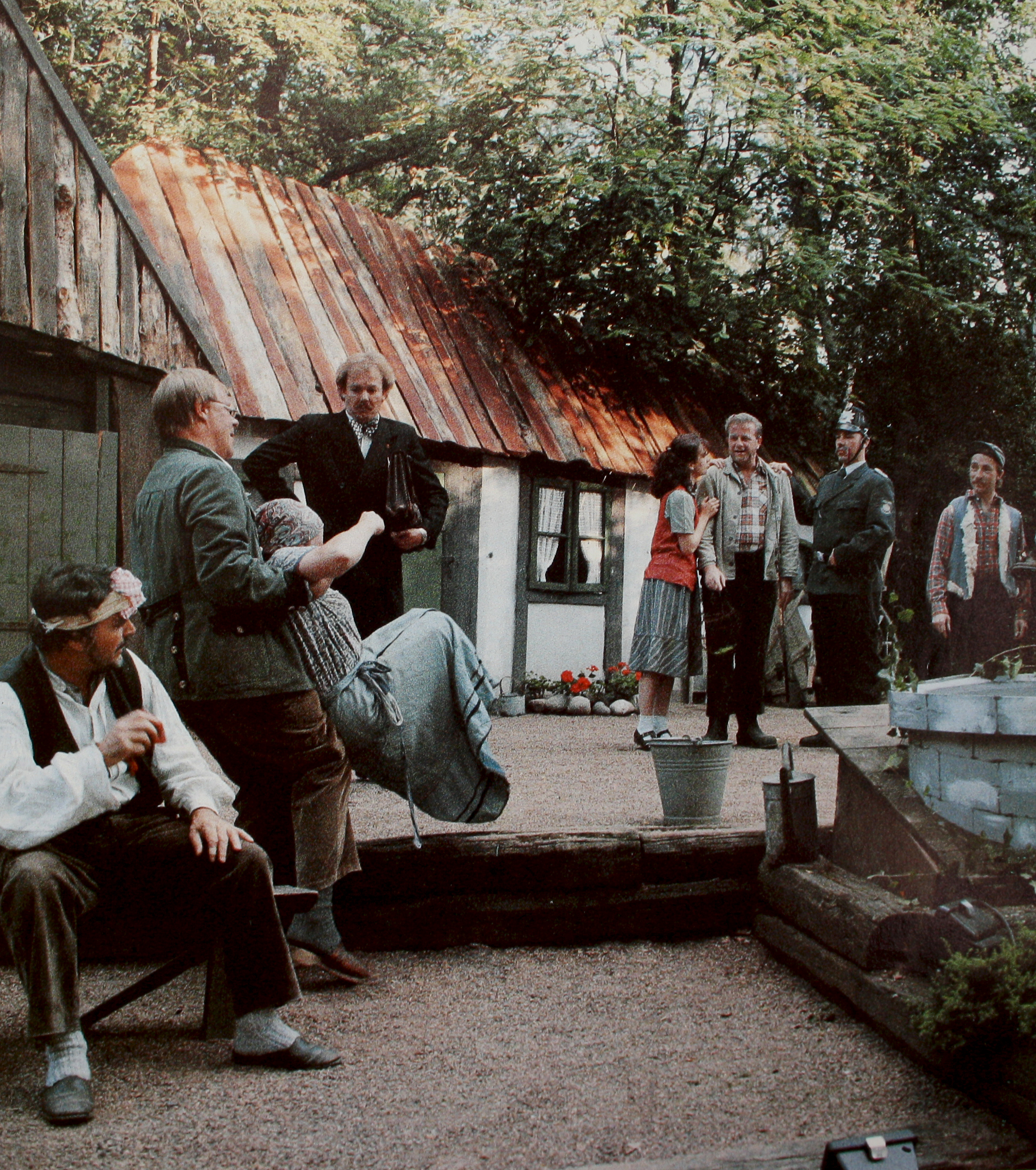
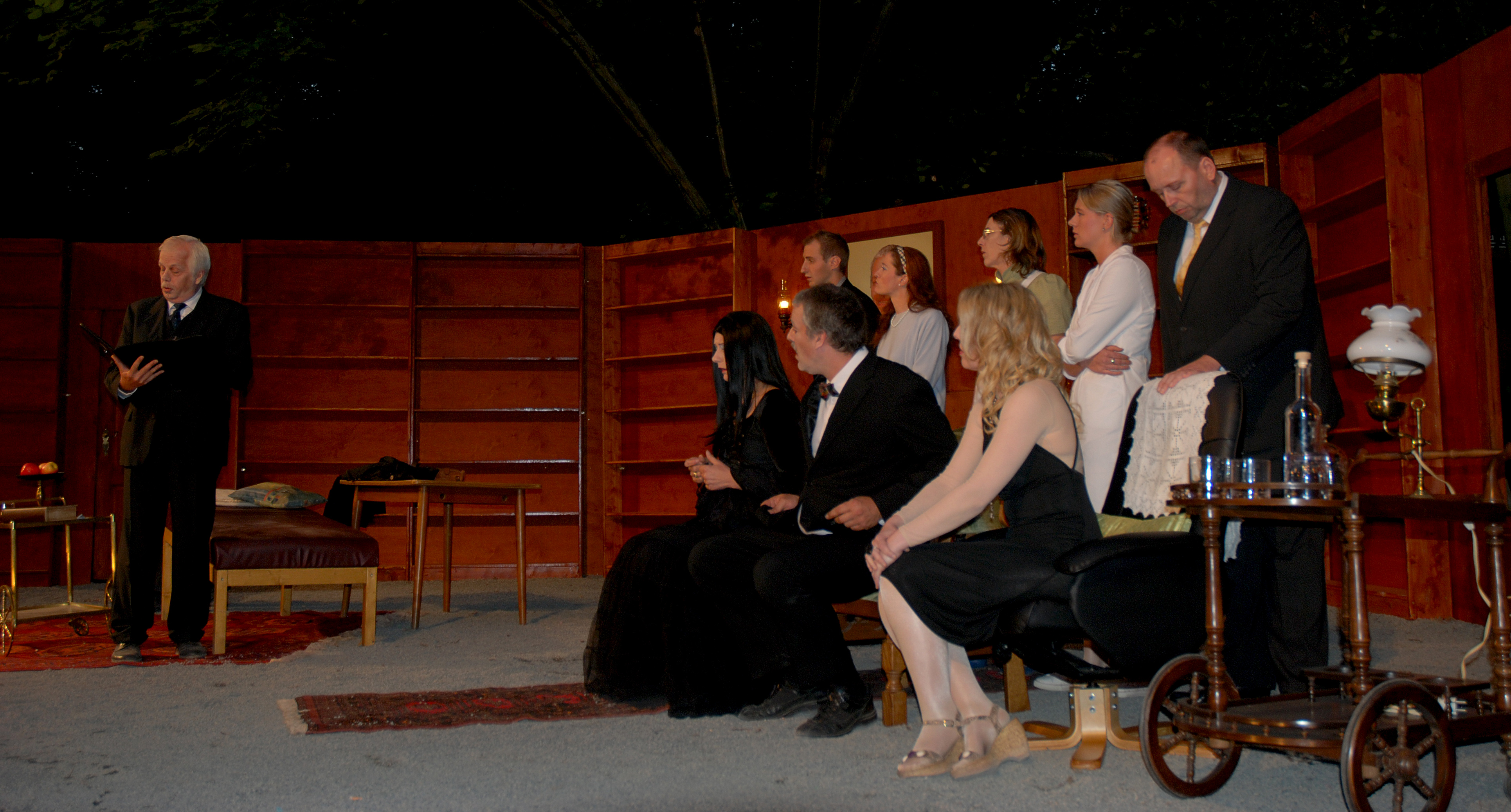
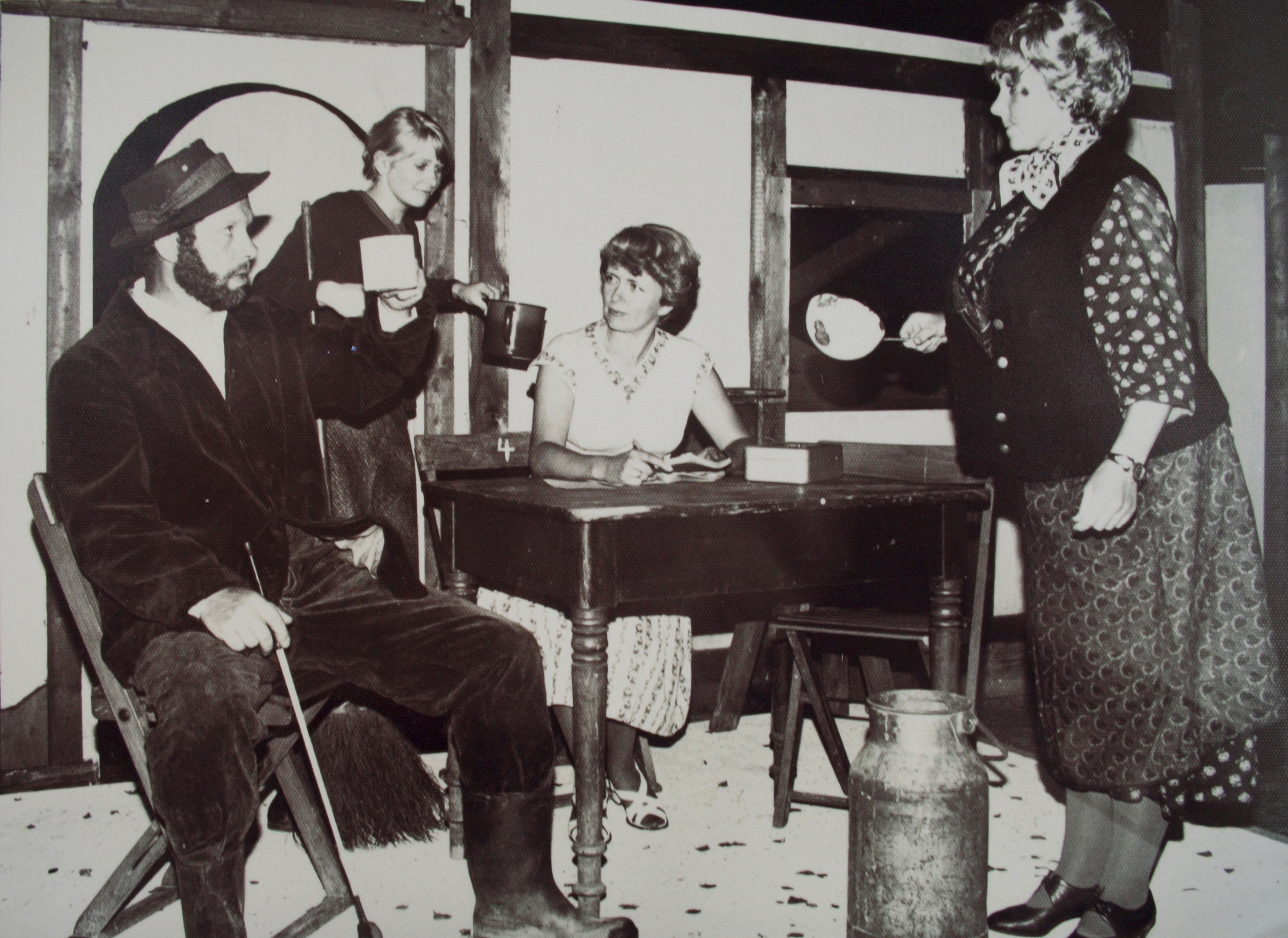
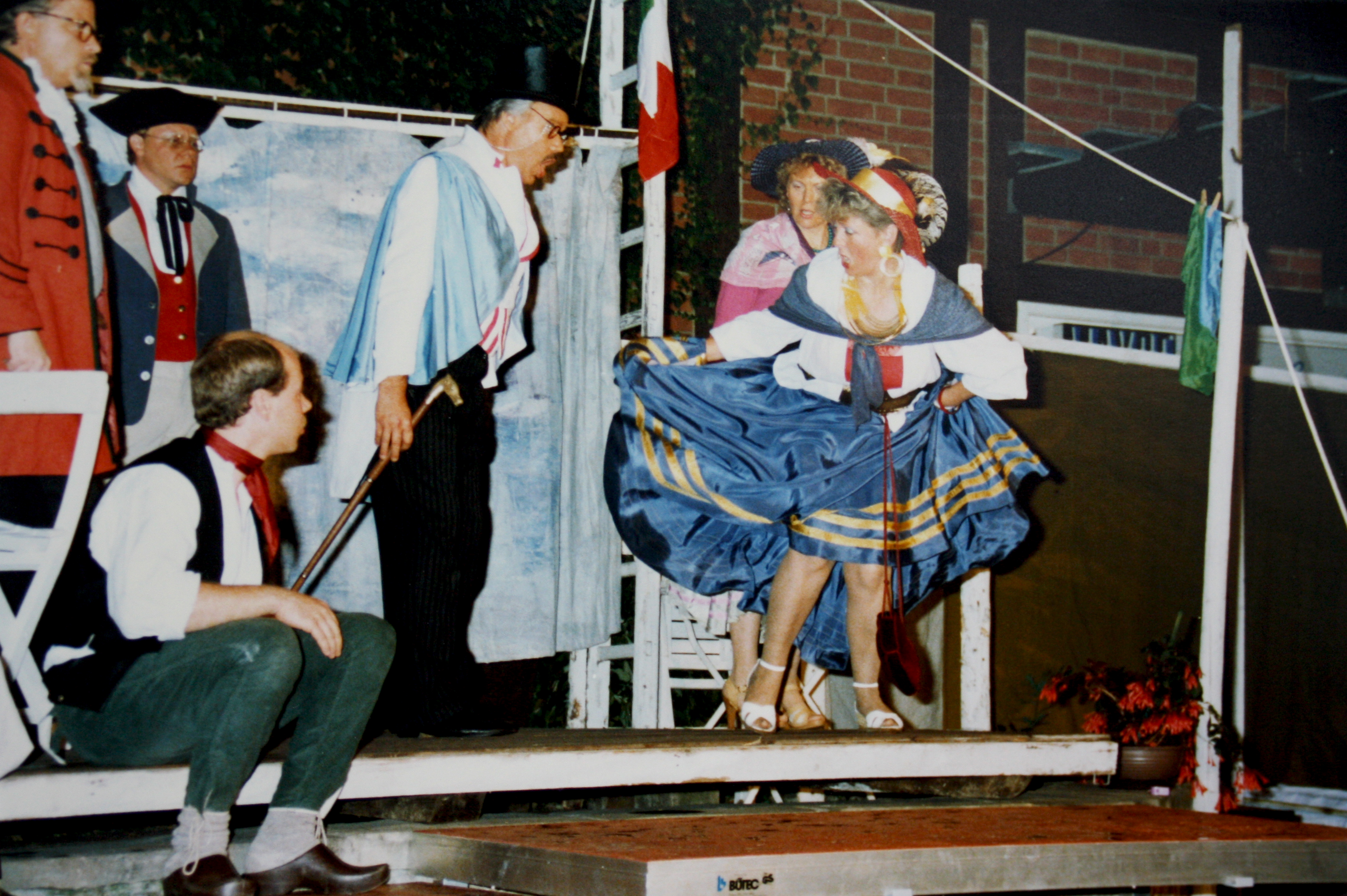
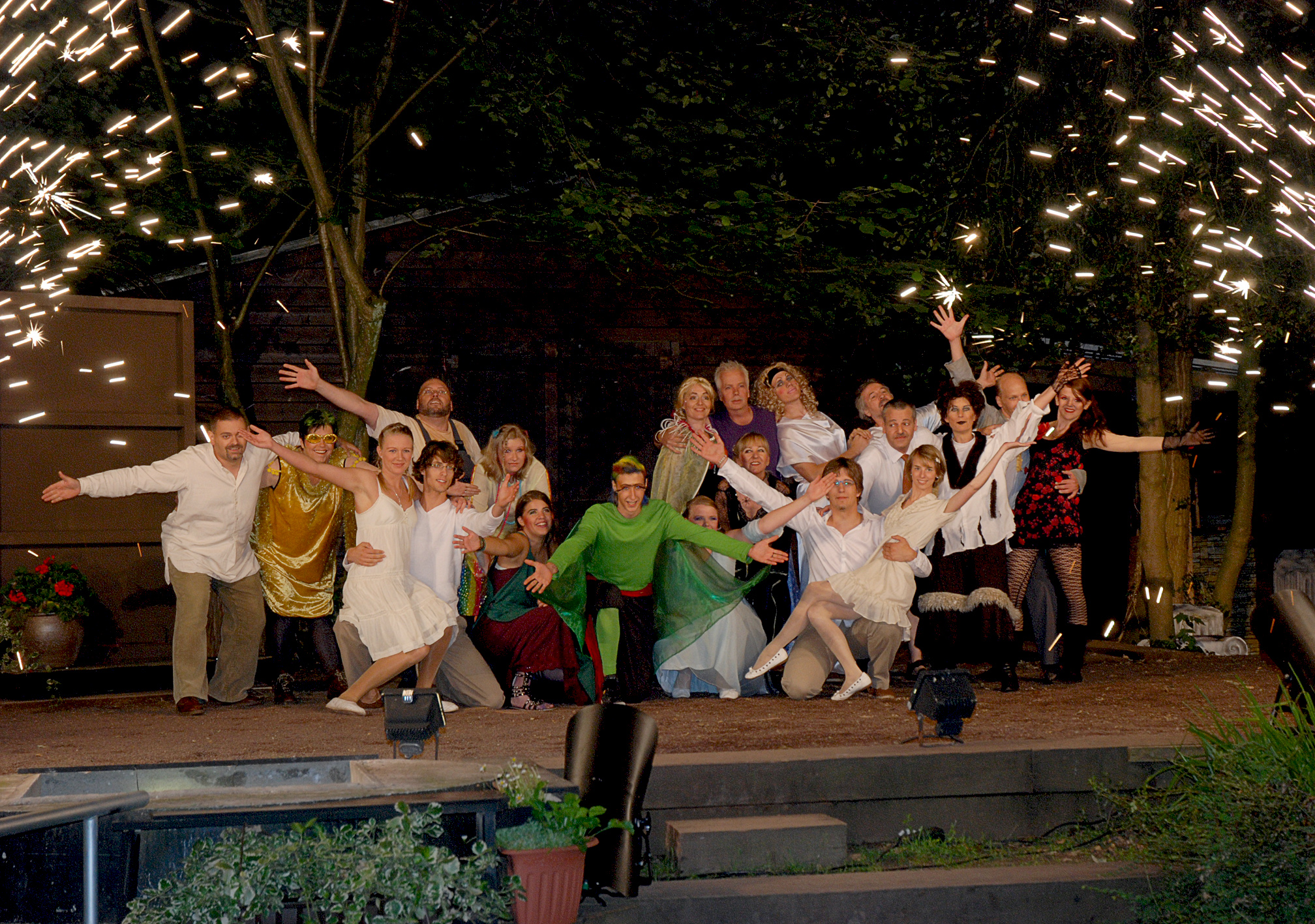

| Jahr | Stück                                                                      | Regie                                      |
| ---- | -------------------------------------------------------------------------- | ------------------------------------------ |
| 1970 | Herr Peter Squenz – Oder die Sommernacht auf dem Lande                     | Herbert Stoepper                           |
| 1971 | Das Wirtshaus im Spessart                                                  | Herbert Stoepper                           |
| 1972 | Für die Katz                                                               | Herbert Stoepper                           |
| 1973 | Siebzehn und Zwei                                                          | Herbert Stoepper                           |
| 1974 | Der Sturz ins Glück                                                        | Herbert Stoepper                           |
| 1975 | Die Glücksmühle                                                            | Herbert Stoepper                           |
| 1976 | Der schwarze Hannibal                                                      | Herbert Stoepper                           |
| 1977 | de latinsche Bur                                                           | Herbert Stoepper                           |
| 1978 | Jeppe im Paradies                                                          | Herbert Stoepper                           |
| 1979 | Wenn der Hahn kräht                                                        | Herbert Stoepper                           |
| 1980 | Das Höhrrohr                                                               | Herbert Stoepper                           |
| 1981 | Der Schürzenjäger                                                          | Herbert Stoepper                           |
| 1982 | Das Dienstjubiläum                                                         | Herbert Stoepper                           |
| 1983 | Wer het, der het                                                           | Herbert Stoepper                           |
| 1984 | Karambolage                                                                | Herbert Stoepper                           |
| 1985 | Viola                                                                      | Herbert Stoepper                           |
| 1986 | Der Talisman                                                               | Herbert Stoepper                           |
| 1987 | Veel Tara um gar nix                                                       | Herbert Stoepper                           |
| 1988 | Die schöne Wirtin                                                          | Herbert Stoepper                           |
| 1989 | Die Macht der Liebe                                                        | Herbert Stoepper                           |
| 1990 | Wenn der Hahn kräht                                                        | Herbert Stoepper                           |
| 1991 | Für die Katz                                                               | Herbert Stoepper                           |
| 1992 | Schneider Wibbel                                                           | Herbert Stoepper                           |
| 1993 | Wer het, der het                                                           | Herbert Stoepper                           |
| 1994 | Lumpazivagabundus                                                          | Herbert Stoepper                           |
| 1995 | Jeppe vom Berge                                                            | Herbert Stoepper                           |
| 1996 | Die schönen im Ardener Wald                                                | Herbert Stoepper                           |
| 1997 | Der Tag, an dem der Papst gekidnappt wurde                                 | Herbert Stoepper                           |
| 1998 | Das Wirtshaus im Spessart                                                  | Herbert Stoepper                           |
| 1999 | Der Bär / Der Heiratsantrag                                                | Herbert Stoepper                           |
| 2000 | Jeppe von Berge                                                            | Herbert Stoepper                           |
| 2002 | Vom Fischer und seiner Frau                                                | Herbert Stoepper                           |
| 2002 | Currywurst und Pommes                                                      | Herbert Stoepper                           |
| 2003 | Die Prinzessin und der Schweinehirt                                        | Herbert Stoepper                           |
| 2003 | Ein toller Hochzeitstag oder Figaro und Susanna treffen die Blues Brothers | Herbert Stoepper                           |
| 2004 | Hans mein Igel                                                             | Herbert Stoepper                           |
| 2004 | Nichts als Kuddelmuddel                                                    | Herbert Stoepper                           |
| 2005 | Der Talisman                                                               | Herbert Stoepper                           |
| 2005 | Rasmus und der Landstreicher                                               | Herbert Stoepper                           |
| 2006 | Die kleine Hexe                                                            | Herbert Stoepper                           |
| 2006 | Hochzeit mit Hindernissen                                                  | Herbert Stoepper                           |
| 2007 | Sex and the Village                                                        | Herbert Stoepper/Magnus Ronge              |
| 2007 | Der Hobbit                                                                 | Herbert Stoepper                           |
| 2008 | Neues vom Räuber Hotzenplotz                                               | Herbert Stoepper                           |
| 2008 | Und ewig rauschen die Gelder                                               | Magnus Ronge                               |
| 2009 | Pocahontas und der Siedlerjunge                                            | Herbert Stoepper                           |
| 2009 | Kein Platz für Liebe                                                       | Magnus Ronge                               |
| 2010 | Scheherasade erzählt von Alibaba und den 40 Räubern                        | Herbert Stoepper                           |
| 2010 | Ein Sommernachtstraum                                                      | Magnus Ronge                               |
| 2011 | Jim Knopf und die wilde 13                                                 | Herbert Stoepper                           |
| 2011 | Die Heiratsvermittlerin                                                    | Magnus Ronge                               |
| 2012 | Peter Pan                                                                  | Matthias Lau                               |
| 2012 | Schau nicht unters Rosenbeet!                                              | Magnus Ronge                               |
| 2013 | Das Dschungelbuch                                                          | Matthias Lau                               |
| 2013 | Runter zum Fluss                                                           | Christine Nothbaum                         |
| 2014 | Rettet Rumpelstilzchen!                                                    | Magnus Ronge                               |
| 2014 | Going East – Liebesküsse aus Moskau                                        | Magnus Ronge                               |
| 2015 | Urmel aus dem Eis                                                          | Jannis Ruhnke                              |
| 2015 | Runter zum Fluss                                                           | Christine Nothbaum                         |
| 2016 | Pippi Langstrumpf                                                          | Jannis Ruhnke                              |
| 2016 | Die Leiche im Schrank                                                      | Magnus Ronge                               |
| 2016 | Shakespeares sämtliche Werke (leicht gekürzt)                              | Magnus Ronge                               |
| 2017 | Vampir Winnie Wackelzahn                                                   | Jannis Ruhnke                              |
| 2017 | Shakespeares sämtliche Werke (leicht gekürzt)                              | Magnus Ronge                               |
| 2017 | Tratsch im Treppenhaus                                                     | Fabian Joel Walter                         |
| 2017 | Sei im Pool mein Krokodil!                                                 | Felix Futtermenger                         |
| 2018 | Jim Knopf und Lukas der Lokomotivführer                                    | Stella Meine und Florian Behnsen           |
| 2018 | Drei Kerle und ein halber                                                  | Felix Futtermenger und Kevin Wucherpfennig |
| 2018 | Shakespeares sämtliche Werke (leicht gekürzt)                              | Magnus Ronge                               |
| 2019 | Die eingebildete Kranke                                                    | Felix Futtermenger                         |
| 2019 | Pension Schöller                                                           | Fabian Joel Walter                         |
| 2019 | Mirinda Zauberwind                                                         | Angela Rennemann                           |
| 2020 | keine Aufführungen                                                         |                                            |
| 2021 | Die kleine Hexe                                                            | Elisabeth Frank                            |
| 2021 | Runter zum Fluss                                                           | Tanja Kursawe und Jannis Ruhnke            |
| 2022 | … bis zum letzten Vorhang                                                  | Magnus Ronge                               |
| 2022 | Eine Woche voller Samstage                                                 | Elisabeth Frank                            |
| 2023 | Gretchen 89ff.                                                             | Fabian Joel Walter                         |
| 2023 | Der kleine Vampir                                                          | Elisabeth Frank                            |
| 2024 | Arsen und Spitzenhäubchen                                                  | Fabian Joel Walter                         |
| 2024 | Alice im Wunderland                                                        | Fabian Joel Walter                         |
| 2025 | Schlager lügen nicht                                                       | Sebastian Narhofer                         |
| 2025 | Der kleine Prinz                                                           | Elisabeth Frank                            |

## Verbandsarbeit
Der Verein Waldbühne Otternhagen e. V. ist Mitglied im Verband Deutscher Freilichtbühnen – Region Nord- mit Sitz in Hamm/Nordrhein-Westfalen. Laut Verbandssatzung wird jede Mitgliedsbühne turnusmäßig (je nach Anzahl der Mitgliedsbühnen) mit zwei anderen Bühnen als Beiratsbühne für 3 Jahre in den Vorstand des Verbandes gewählt. Die Waldbühne Otternhagen hat dieses Amt bis zur Mitgliederversammlung des Verbandes im Oktober 2014 bekleidet.